# Due sorelle
Due sorelle è un film tedesco del 1920, diretto da Ernst Lubitsch, vagamente ispirato a La bisbetica domata di William Shakespeare.

## Trama
I due amici Seppl e Xaver, come tutti, del resto, in paese, sono affascinati dalla bellezza e dalle maniere aggraziate della giovane Gretel Kohlhiesel, così come invece provano repulsione per la burbera e mascolina Liesel, sua sorella maggiore. Xaver chiede a loro padre, gestore di una frequentata osteria, la mano di Gretel, ma gli viene risposto che prima, secondo l’usanza, dovrà essere la sorella maggiore a prendere marito.
Xaver chiede agli scapoli del paese se vogliono prendere Liesel in moglie, ma nessuno, nonostante la dote perspicua, se la sente. Allora Seppl, con un piano in mente, convince Xaver a sposare lui stesso Liesel, dicendosi sicuro che, data l’incompatibilità dei loro caratteri, avverrà ben presto la separazione, e Xaver sarà di nuovo libero.
Xaver riferisce il piano a Gretel, e i due fanno finta, di fronte al padre delle sorelle, di litigare, dopodiché egli e Liesel si sposano. Gretel, nonostante fosse d'accordo, dopo il matrimonio della sorella si sente triste. Sarà allora l’astuto Seppl a consolarla, a corteggiarla ed infine a conquistare il suo cuore.
Il vita di coppia di Xaver e Liesel è inizialmente, come era prevedibile, fallimentare, ma, nella misura in cui Xaver si dimostra a bella posta prepotente e violento con la moglie, lei si rabbonisce e diventa più docile. Quando poi Seppl, a coronamento delle proprie macchinazioni, consiglia a Liesel di rifarsi il look, ecco che il ménage della coppia diventa idilliaco. Come quello, peraltro, di Seppl e Gretel. 